# 大相撲平成26年9月場所
大相撲平成26年9月場所（おおずもうへいせい26ねん9がつばしょ）は、2014年9月14日から9月28日までの15日間、両国国技館で開催された大相撲本場所である。
幕内最高優勝は横綱・白鵬翔（14勝1敗・3場所連続31回目）。

## 場所前の話題など
7月場所後に豪栄道が新大関に昇進し、1999年5月場所以来の3横綱3大関となった。
前場所で30回目の幕内最高優勝を果たした横綱白鵬が、この場所を制すれば優勝回数が歴代2位の千代の富士（13代九重）と並ぶことになるとして注目された。
豪風は史上最年長の35歳2か月で新関脇に昇進し、新入幕から所要68場所のスロー記録も樹立。旭天鵬は初日前日に40歳の誕生日を迎えて、年間6場所制になった1958年以降で初となる40歳代の幕内力士となるなど、ベテラン力士の記録も話題となった。

## 番付・星取表
幕内
| 東方                  | 東方       | 東方     | 番付   | 西方       | 西方       | 西方   |
| 備考                  | 成績       | 力士名   | 番付   | 力士名     | 成績       | 備考   |
| --------------------- | ---------- | -------- | ------ | ---------- | ---------- | ------ |
| 幕内最高優勝          | 14勝1敗    | 白鵬     | 横綱   | 鶴竜       | 11勝4敗    |        |
|                       | 3勝2敗10休 | 日馬富士 | 横綱   |            |            |        |
|                       | 9勝6敗     | 琴奨菊   | 大関   | 稀勢の里   | 9勝6敗     |        |
|                       |            |          | 大関   | 豪栄道     | 8勝7敗     | 新大関 |
| 再関脇                | 全休       | 妙義龍   | 関脇   | 豪風       | 7勝8敗     | 新関脇 |
| 新小結                | 4勝11敗    | 常幸龍   | 小結   | 千代大龍   | 1勝10敗4休 | 新小結 |
|                       | 6勝9敗     | 照ノ富士 | 前頭1  | 遠藤       | 3勝12敗    |        |
|                       | 7勝8敗     | 遠藤     | 前頭2  | 豊ノ島     | 6勝6敗3休  |        |
|                       | 10勝5敗    | 碧山     | 前頭3  | 嘉風       | 7勝8敗     |        |
|                       | 8勝7敗     | 宝富士   | 前頭4  | 大砂嵐     | 7勝8敗     |        |
|                       | 8勝7敗     | 豊響     | 前頭5  | 勢         | 10勝5敗    |        |
| 技能賞                | 10勝5敗    | 安美錦   | 前頭6  | 魁聖       | 8勝7敗     |        |
|                       | 6勝9敗     | 松鳳山   | 前頭7  | 千代鳳     | 8勝7敗     |        |
|                       | 11勝4敗    | 栃煌山   | 前頭8  | 荒鷲       | 5勝10敗    |        |
|                       | 7勝8敗     | 玉鷲     | 前頭9  | 栃乃若     | 4勝11敗    |        |
| 新入幕 殊勲賞・敢闘賞 | 13勝2敗    | 逸ノ城   | 前頭10 | 北太樹     | 7勝8敗     |        |
|                       | 4勝11敗    | 千代丸   | 前頭11 | 貴ノ岩     | 7勝8敗     | 再入幕 |
|                       | 8勝7敗     | 佐田の海 | 前頭12 | 佐田の富士 | 4勝11敗    | 再入幕 |
|                       | 全休       | 豊真将   | 前頭13 | 蒼国来     | 7勝8敗     |        |
|                       | 8勝7敗     | 旭天鵬   | 前頭14 | 東龍       | 全休       |        |
|                       | 7勝8敗     | 旭秀鵬   | 前頭15 | 隠岐の海   | 10勝5敗    |        |
|                       | 6勝9敗     | 時天空   | 前頭16 | 鏡桜       | 6勝9敗     |        |

十両
| 東方   | 東方    | 東方   | 番付   | 西方     | 西方       | 西方                    |
| 備考   | 成績    | 力士名 | 番付   | 力士名   | 成績       | 備考                    |
| ------ | ------- | ------ | ------ | -------- | ---------- | ----------------------- |
|        | 12勝3敗 | 德勝龍 | 十両1  | 阿夢露   | 9勝6敗     |                         |
|        | 11勝4敗 | 誉富士 | 十両2  | 双大竜   | 5勝10敗    |                         |
|        | 6勝9敗  | 翔天狼 | 十両3  | 臥牙丸   | 5勝10敗    |                         |
|        | 6勝9敗  | 土佐豊 | 十両4  | 琴勇輝   | 8勝7敗     |                         |
|        | 6勝9敗  | 若の里 | 十両5  | 栃ノ心   | 15戦全勝   |                         |
|        | 6勝9敗  | 玉飛鳥 | 十両6  | 富士東   | 7勝8敗     |                         |
|        | 7勝8敗  | 朝赤龍 | 十両7  | 舛ノ山   | 1勝4敗10休 |                         |
|        | 6勝9敗  | 德真鵬 | 十両8  | 千代皇   | 9勝6敗     |                         |
|        | 6勝9敗  | 大栄翔 | 十両9  | 里山     | 9勝3敗3休  |                         |
| 再十両 | 6勝9敗  | 魁     | 十両10 | 青狼     | 9勝6敗     |                         |
|        | 8勝7敗  | 旭日松 | 十両11 | 芳東     | 4勝11敗    | 再十両                  |
|        | 8勝7敗  | 大道   | 十両12 | 北磻磨   | 8勝7敗     | 再十両                  |
|        | 6勝9敗  | 明瀬山 | 十両13 | 千代の国 | 3勝5敗7休  |                         |
|        | 5勝10敗 | 旭大星 | 十両14 | 若荒雄   | 5勝8敗     | 再十両 13日目限りで引退 |

※ 赤文字は優勝力士の成績。

## 優勝争い
日馬富士は4日目の取組で負傷して5日目から途中休場となったが、白鵬と鶴竜の両横綱は中日まで全勝で後半戦に突入した。中日時点で全勝はこの2人だけで、稀勢の里と新入幕の逸ノ城が1敗で追いかける展開だった。
9日目は全勝の鶴竜が嘉風に、1敗の稀勢の里が豪栄道に敗れ、白鵬と逸ノ城は勝利。白鵬は単独トップとなり、鶴竜と逸ノ城が1敗で追いかける展開に変化した。
10日目、11日目は白鵬、鶴竜、逸ノ城ともに勝利した。
12日目、1敗の鶴竜は琴奨菊に敗れて2敗に後退。1敗の逸ノ城は豪栄道に勝ち、全勝の白鵬も稀勢の里に勝利した。
13日目、全勝の白鵬は豪栄道に敗れて初黒星を喫した。その直後の結びの一番では逸ノ城が鶴竜に勝利し、この時点で白鵬と逸ノ城が1敗同士で優勝争いの先頭に並ぶ形に変わった。
14日目、1敗同士で白鵬と逸ノ城の直接対決が組まれ、白鵬が勝利。白鵬は千秋楽も勝利して14勝1敗で3場所連続31度目の幕内最高優勝を果たした。

## トピック
三賞は、千秋楽まで優勝争いに絡み、横綱鶴竜に勝利した新入幕逸ノ城が殊勲賞と敢闘賞をダブル受賞。10勝5敗の安美錦が6度目の技能賞を受賞した。3つの賞全てに受賞者が出るのは2012年5月場所以来14場所ぶりだった。
十両の栃ノ心は、2006年5月場所の把瑠都以来史上5人目となる15戦全勝優勝を達成した。
4日目、横綱日馬富士は嘉風の髷を掴んだと認定されて反則負けとなった。日馬富士は2014年5月場所でも反則負けをしており、1人の横綱が複数回反則負けを記録するのは史上初となった。嘉風は平幕力士だが、横綱が反則行為をしたことによる勝利だったため、金星とは認められなかった。
新入幕ながら千秋楽まで優勝争いに絡んだ逸ノ城は、11日目に大関稀勢の里戦、12日目に大関豪栄道戦、13日目に横綱鶴竜戦、14日目に横綱白鵬戦が組まれ、白鵬戦以外の3番に勝利した。幕下付出での初土俵から5場所目で大関戦が組まれるのは雅山と並ぶ史上最速記録で、新入幕力士が大関と対戦するのは2007年9月場所の豪栄道以来7年ぶりのことだった。新入幕力士が大関に勝利するのは2000年5月場所の栃乃花以来14年ぶり（栃乃花も大関2人に勝利）の記録だった。新入幕力士が横綱に勝って金星を獲得するのは1973年9月場所の大錦以来で、初土俵から5場所目の金星獲得は武双山の記録を2場所更新する最速記録になった。新入幕力士が2日連続で横綱と対戦したのは史上初で、2人の横綱と対戦するのは1943年5月場所の東富士以来71年ぶり2度目のことだった。
この場所の初日前日に40歳の誕生日を迎えた旭天鵬は、13日目に1941年5月場所の藤ノ里以来となる40歳代の幕内勝ち越しを達成した。
元小結で西十両14枚目の若荒雄は、13日目の取組後に現役引退を表明し、年寄「不知火」を襲名した。